# Royal Birmingham Society of Artists
La Royal Birmingham Society of Artists és una societat d'artistes, amb seu al barri de la Joieria de Birmingham, Anglaterra, on té i opera una galeria d'art, la Galeria CSPO, a Brook Street, just al costat de la plaça de Sant Pau. És alhora una organització benèfica registrada, i una companyia registrada (número 122616)

## Història
La RBSA es va establir com a Birmingham Society of Artists el 1821, encara que els seus orígens es remunten a l'acadèmia de dibuix del natural oberta per Samuel Lines, Vincent Barber i Charles Barber a Peck Lane (ara seu de la New Street Station) el 1809.
Actualment la institució continua amb les seves activitats bàsiques i fucniona com una societat independent que promou artistes a l'àrea de Birmingham, i que mostren el seu treball. També compta amb una sèrie de projectes, així com tallers per a adults i familiar i els programes escolars. La Societat també compta amb una col·lecció permanent de més de 600 obres, entre peces de personatges il·lustres del seu passat, com David Cox i Edward Burne-Jones. Els artistes poden sol·licitar l'ingrés com "associats", amb subjecció a majoria de vots dels membres existents.

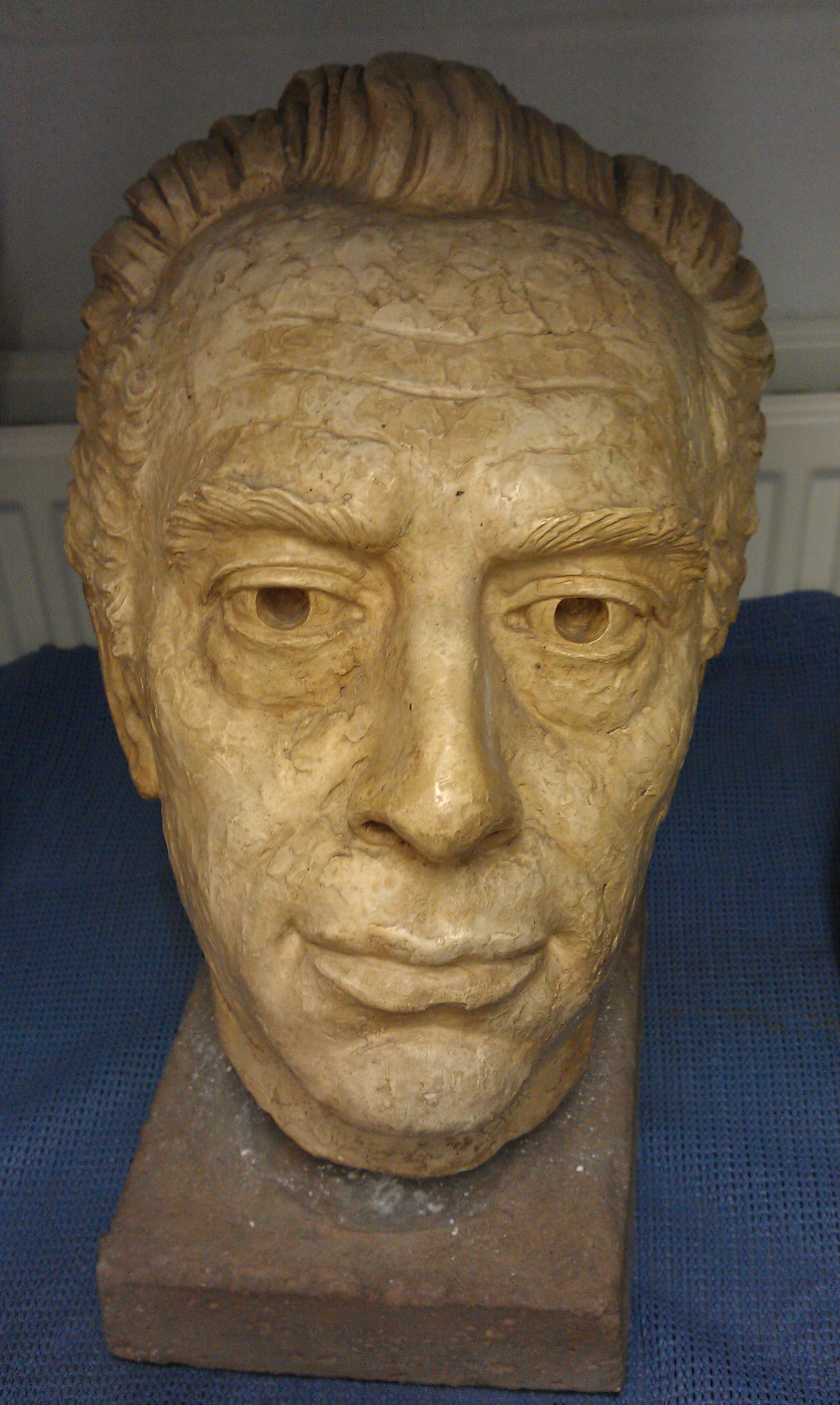
Head of Man per William Bloye

## Presidents[4]
- 1842–1849 – Sir Martin Archer Shee, PRA
- 1850–1865 – Sir Charles Lock Eastlake, PRA
- 1866–1878 – Sir Francis Grant, PRA
- 1879–1880 – Sir Frederick Leighton, Bart., PRA
- 1881–1882 – Sir John Everett Millais, Bart., PRA
- 1883–1884 – Lawrence Alma-Tadema, RA
- 1885–1886 – Sir Edward Burne-Jones, Bart.
- 1887–1888 – George Frederick Watts, RA
- 1889–1890 – Sir Frederick Leighton, Bart., PRA
- 1891–1892 – William Quiller Orchardson, RA
- 1893–1894 – Professor Hubert von Herkomer, RA
- 1895–1896 – Lawrence Alma-Tadema, RA
- 1897–1898 – Sir Edward Poynter, PRA
- 1899–1900 – Sir William Blake Richmond, KCB, DCL, RA
- 1901–1902 – Edwin Abbey, RA
- 1903–1904 – Valentine Cameron Prinsep, RA
- 1905–1906 – Sir Aston Webb, RA
- 1907–1908 – Sir Ernest Waterlow, RA, PRWS
- 1909 – Edward John Gregory, RA, PRI
- 1910–1914 – Sir George Frampton, RA, LLD, FSA
- 1915–1924 – Alfred Drury, RA
- 1925–1926 – Frank Brangwyn, RA
- 1927–1931 – William John Wainwright, RWS
- 1931–1935 – J.V. Jelley
- 1935–1939 – Edward S. Harper
- 1939–1945 – Joseph Southall (died in post, 1944)
- 1945–1948 – Charles Wheeler, RA[7]
- 1948–1950 – William Bloye, FRBS
- 1950–1952 – Bernard Fleetwood-Walker, ARA, RWS, ROI, RP, NEAC[8][9]
- 1952–1953 – Henry Rushbury, RA, RWS, RE[10]
- 1953–1955 – Harold Holden, RWS, ARCA (Lond.)[11][12]
- 1956–1958 – Holland W. Hobbiss, FRIBA[13][14]
- 1958–1960 – Leonard Ward, RI, ARCamA
- 1960–1962 – Herbert Jackson, FRIBA
- 1962–1964 – George Monkhouse, FCIS
- 1964–1966 – C. Harry Adams, SSI
- 1966–1971 – Douglas Perry
- 1971–1973 – Jack Metson
- 1973–1974 – Bruce Hurn
- 1974–1978 – James Priddey
- 1978–1980 – Joan Woolard
- 1980–1983 – Peter Gross
- 1983–1987 – W. Alex Jackson
- 1987–1992 – C.A. Sawbridge
- 1992–1995 – Ernest Horton
- 1995–2001 – Marylane Barfield
- 2001–2003 – Roger Forbes